# Hein Vanhaezebrouck
Hein Vanhaezebrouck (ur. 16 lutego 1964 w Kortrijk) – belgijski piłkarz grający na pozycji obrońcy, a następnie trener piłkarski. 

## Kariera piłkarska
W swojej karierze piłkarskiej Vanhaezebrouck grał w takich klubach jak: White Star Lauwe (1983-1984), RRC Tournaisien (1984-1985), KV Kortrijk (1985-1986), ponownie White Star Lauwe (1986-1989), KRC Harelbeke (1989-1998) i KSC Lokeren (1998-2000). W barwach Kortrijk, Harelbeke i Lokeren występował na poziomie pierwszej ligi belgijskiej.

## Kariera trenerska
Po zakończeniu kariery piłkarskiej Vanhaezebrouck został trenerem. W latach 2000–2002 był asystentem Georgesa Leekensa oraz Paula Puta w KSC Lokeren. W 2003 roku prowadził SWI Harelbeke, a w latach 2003-2006 - zespół White Star Lauwe. 1 lipca 2006 zastąpił Manu Ferrerę na stanowisku trenera KV Kortrijk. W sezonie 2007/2008 wygrał z Kortrijk rozgrywki drugiej ligi i awansował do pierwszej. Trenerem Kortrijk był do 2009 roku.
W 2009 roku Vanhaezebrouck został trenerem KRC Genk. 29 listopada 2009 został zwolniony ze stanowiska ze względu na słabe wyniki. Genk zajmował wówczas 12. miejsce w lidze, a Vanhaezebrouck został zastąpiony przez Franky'ego Vercauterena.
W czerwcu 2010 roku Vanhaezebrouck wrócił do KV Kortrijk. W sezonie 2011/2012 doprowadził Kortrijk do finału Pucharu Belgii. Kotrijk przegrał w nim 0:1 z KSC Lokeren. W Kotrijk Vanhaezebrouck pracował do końca sezonu 2013/2014.
W sezonie 2014/2015 Vanhaezebrouck został trenerem KAA Gent i w pierwszym sezonie pracy w tym klubie wywalczył mistrzostwo Belgii, pierwsze w historii klubu z Gandawy. Latem 2015 zdobył z Gent Superpuchar Belgii. W sezonie 2015/2016 prowadził Gent w rozgrywkach Ligi Mistrzów. Gent zajął 2. miejsce w swojej grupie za Zenitem Petersburg, a przed Valencią i Olympique Lyon. W 1/8 finału uległ w dwumeczu VfL Wolfsburg (2:3, 0:1). Z kolei w sezonie 2016/2017 Vanhaezebrouck doprowadził Gent do 1/8 finału Ligi Europy, w którym Gent uległ KRC Genk (2:5, 1:1).
W październiku 2017 Vanhaezebrouck został trenerem Anderlechtu. 17 grudnia 2018 został zwolniony z tego klubu. Do 2020 roku pozostał bez pracy i wtedy też został ponownie zatrudniony w KAA Gent.